# گویان بریتانیا
گویان بریتانیا (انگلیسی: British Guiana) نام مستعمره بریتانیا و بخشی از هند غربی بریتانیا)، در کارائیب و ساحل شمالی آمریکای جنوبی بود، که هم‌اکنون به عنوان کشور مستقل گویان شناخته می‌شود.
اولین اروپایی کاشف گویان کشف شد، سر والتر رالی، یک کاشف انگلیسی بود. هلندی‌ها اولین اروپایی بودند که در آنجا ساکن شدند و استعمار آن از اوایل قرن هفدهم آغاز شد و هلندی‌ها مستعمرات خود را در اواسط قرن ۱۸ تأسیس کردند. در سال ۱۷۹۶، بریتانیای کبیر این سه مستعمره را طی دشمنی با فرانسوی‌ها، که هلند را اشغال کرده بودند، اشغال کرد. بریتانیا در سال ۱۸۰۲ کنترل خود را به جمهوری باتاو داد، اما یک سال بعد در طی جنگ‌های ناپلئونی مستعمرات را اشغال کرد. این مستعمره رسماً در سال ۱۸۱۴ به بریتانیا واگذار شد و در سال ۱۸۳۱ یک مستعمره منفرد شد.
هنگامی که بریتانیا در این مستعمره کشت نیشکر را گسترش داد، آن‌ها بسیاری از آفریقایی‌ها را به عنوان کار برده‌داری وارد کردند. اقتصاد گویان از اواخر قرن ۱۹ متنوع شده اما متکی بر بهره‌برداری از منابع است. گویان در ۲۶ مه ۱۹۶۶ از پادشاهی متحده بریتانیا مستقل شد.